# Škoda RSO
Škoda RSO - Radschlepper OST (Porsche 175) − wojskowy ciągnik kołowy służący do holowania ciężkich dział o dużych stalowych kołach skonstruowany przez Ferdinanda Porsche i wytwarzany w latach 1942–1944.
Pojazd posiadał napęd na cztery koła i przystosowany był do ciągnięcia  armat przeciwpancernych i lekkich haubic.